# Guerin Sportivo
Il Guerin Sportivo, noto anche solo come Guerin, con la sigla GS o con il vezzeggiativo di Guerino, è un periodico italiano di attualità, cultura e politica sportiva che esce a cadenza mensile. In edicola dal 1912, è la rivista sportiva più longeva del mondo. Dal 2018 è diretto da Ivan Zazzaroni.
Gran parte della rivista è dedicata al calcio, Nonostante ciò, il Guerin Sportivo ha storicamente dato voce e spazio ad altre discipline, come pallacanestro, pallavolo, rugby e automobilismo, ma anche musica e spettacolo; tra le altre firme illustri ospitate quelle di Gianni Brera, Antonio Ghirelli e anche quella di Mario Melloni, in seguito divenuto satirista politico comunista con lo pseudonimo di Fortebraccio.

## Storia

### Le origini

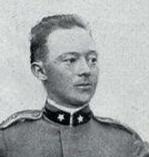
Giulio Corradino Corradini, ideatore e tra i fondatori del giornale.

Il giornale nacque il 4 gennaio 1912 a Torino, in via XX Settembre, fondato da Giulio Corradino Corradini, Ermete Della Guardia, Mario Nicola, Nino Salvaneschi, Giuseppe Ambrosini e Alfredo Cocchi. L'idea della rivista venne sul finire della precedente estate a Corradini, al tempo redattore per il quotidiano torinese La Stampa Sportiva, il quale in occasione di una trasferta a Parigi venne a contatto con due tra le maggiori testate sportive d'oltralpe del tempo, Auto e L'Écho des sports, in cui ravvisò grandi differenze con l'Italia dove «mancava [...] un giornale sportivo con caricature anziché fotografie, con idee anziché aggettivi, con secche verità anziché iperboli e pietosi eufemismi. Un giornale leggibile da tutti, e da capo a fondo; senza pretese ma battagliero e divertente, con articoli polemici e brillanti».

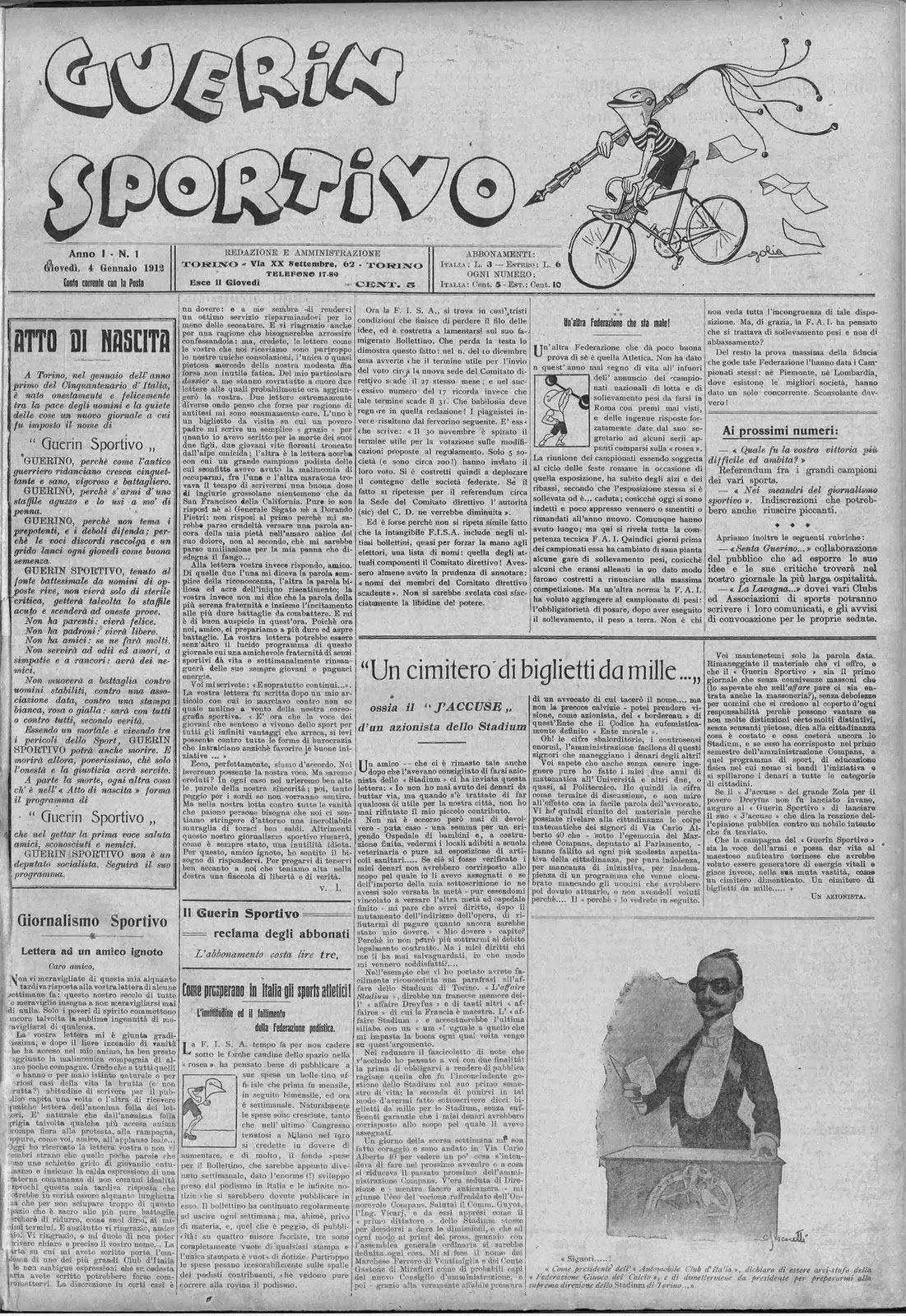
La prima pagina del primo numero (4 gennaio 1912).

Dopo aver velocemente trovato appoggio al suo progetto in amici e collaboratori, nel dicembre 1911 Corradini portò a compimento il primo numero del suo giornale, mandato in stampa all'inizio dell'anno seguente. Per il nome della nuova pubblicazione ci si ispirò all'opera del trovatore toscano Andrea da Barberino, Il Guerrin Meschino (che già aveva dato il nome a un'omonima rivista satirica del 1882): tale scelta influenzò anche lo storico e caratteristico logo della testata, opera del caricaturista Eugenio Colmo, raffigurante un cavaliere medievale pronto a scagliare una penna stilografica a mo' di lancia.

### Dagli esordi agli anni 1980
In origine il Guerin Sportivo aveva una foliazione di sole 4-6 pagine, usciva il giovedì, costava un soldo e 5 centesimi ed era stampato su carta verde (da cui l'oggi desueto soprannome di Verdolino). Le pubblicazioni furono interrotte dal 27 maggio 1915 (all'indomani dell'entrata in guerra dell'Italia nel Primo conflitto mondiale. Il Guerin ricomparve il 4 maggio 1919. Con la ripresa delle pubblicazioni, l'editoriale di Corradini iniziava così: «Amici, eccomi qua! Ritorno a voi per tener fede a una promessa...»". Da Genova inviava notizie sulla locale squadra di calcio un giovane, Mario Melloni, che diventerà noto nel secondo dopoguerra come "Fortebraccio": anche allora si firmava con uno pseudonimo, "Bacicin Parodi".

Gianni Brera, entrato diciottenne al Guerin Sportivo, succederà a Slawitz alla direzione della rivista, mantenendola dal 1967 al 1973.

Negli anni il periodico divenne una tra le più autorevoli testate dell'editoria sportiva nazionale, con tirature di centomila copie alla settimana. Negli anni 1920 e 1930 venne arricchito dai disegni satirici del vignettista Carlin – cui si deve peraltro l'invenzione di molti famosi stemmi del calcio italiano (tra cui la zebra per la Juventus, la lupa per la Roma e il diavolo per il Milan) –: questo particolare aspetto finì per dare una precisa linea editoriale alla testata, fatta di curiosità e competenza, ma anche corsara, polemica nonché fortemente umoristica e ironica. Un approccio che in seguito, negli anni 1960 e 1970, troverà la stima persino di papa Paolo VI, per il quale «il Guerin Sportivo è come Giovenale, che castigat ridendo mores». Nel 1936 Emilio Colombo acquistò la testata e salì alla direzione. Negli anni della seconda guerra mondiale il giornale fu ridotto al formato di un solo foglio.
Dopo la fine della guerra il settimanale si trasferì a Milano. Nell'autunno 1953 il Guerino, 8 pagine in formato quotidiano, diventò di proprietà del conte Alberto Rognoni, dinamico, intelligente, spiritoso, scoppiettante, dalla parola sciolta. Tra i fondatori del Cesena, e presidente a soli vent'anni della società calcistica della sua città, nel 1946 Rognoni lavorava nell'ufficio inchieste della Lega Nazionale, e nel tempo avrà l'idea dei diritti televisivi come fonte di introiti per le casse delle società calcistiche. Uno dei suoi primi atti da editore fu quello di prendere come collaboratore fisso Gianni Brera, che poi divenne direttore della rivista nel 1967. Il conte Rognoni, che nell'estate 1965 s'inventò a Cesenatico il Processo al calcio, lasciò insieme a Brera nel 1973.

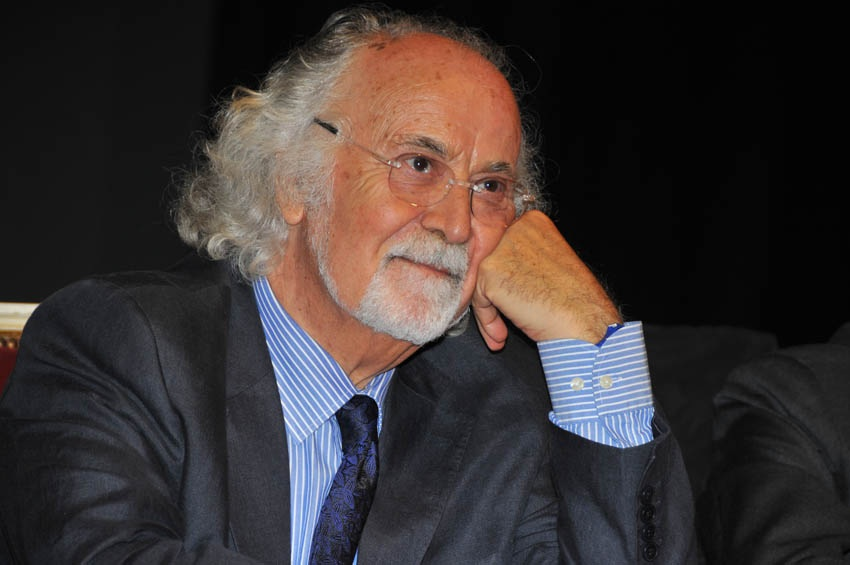
Sotto la sua prima direzione (1975-1982) Italo Cucci rinnovò il Guerin Sportivo virando dal giornale alla rivista; ne riprenderà la direzione in altri due periodi, a metà anni 1980 e sul finire degli anni 1990.

L'anno dopo il Guerin Sportivo fu acquistato dall'allora presidente del Bologna, Luciano Conti, che ne dispose il trasferimento a San Lazzaro di Savena, alle porte del capoluogo felsineo, sede della sua casa editrice, la Conti Editore. La nuova proprietà dispose il cambio della formula editoriale, ovvero la trasformazione da giornale a rivista in senso stretto. Il passaggio comportò un cambio di formato (da lenzuolo a rivista) e il passaggio dal bianco e nero al colore. La mutata impostazione privilegiò le immagini fotografiche, aprendosi inoltre verso un campo all'epoca poco esplorato dalla stampa sportiva italiana, come il calcio internazionale.
Nel 1975 Italo Cucci salì per la prima volta alla direzione. Con lui il giornale toccò l'apice delle vendite (300 000 copie nel 1982, in concomitanza con il campionato mondiale di calcio) e passò dal formato lenzuolo a quello di rivista. Cucci portò una ventata d'aria fresca al Guerin, inaugurando rubriche storiche come Calciomondo, Il film del campionato, Il campione, I quaderni e Guerin Basket, quest'ultima dedicata alla pallacanestro e curata da Aldo Giordani, che fu progenitrice del periodico Superbasket; simile spazio venne riservato alla pallavolo, con una rubrica inizialmente affidata a Filippo Grassia e Daniele Pratesi nella redazione di Milano, e successivamente a Simonetta Martellini (figlia di Nando), nonché ad argomenti più leggeri con la sezione Play Sport & Musica curata da un giovane Marino Bartoletti, futuro direttore della testata. Anche i premi Guerin d'oro e Trofeo Bravo, organizzati in collaborazione con il rotocalco televisivo Eurogol, nacquero sotto la direzione Cucci.

### Dagli anni 1990 in poi
Giunti alla metà degli anni 1990, gradualmente, si assistette alla scomparsa dalle pagine del Guerino di discipline come l'atletica leggera, il ciclismo, la pallacanestro, la pallavolo e altri sport considerati "minori", fin lì parte integrante della rivista ma ormai fagocitati nei loro spazi dagli eventi calcistici. Nel campionato del mondo 1994 uscì un'edizione straordinaria in formato tabloid su carta patinata in occasione di Italia-Messico. Per i costi eccessivi, non fu possibile rendere la cadenza del Guerin bisettimanale durante la manifestazione, come progettato. Nel 1998 la Conti Editore viene rilevata da Francesco Amodei, editore romano, proprietario del quotidiano Corriere dello Sport-Stadio. Il nuovo direttore Ivan Zazzaroni modificò la composizione del giornale, scindendolo in un magazine contenente le rubriche della posta, gli approfondimenti e gli articoli sui calciatori, e un tabloid con le notizie e i risultati del fine settimana. Nel 2001 le vendite si attestano a quota 33 734 copie.

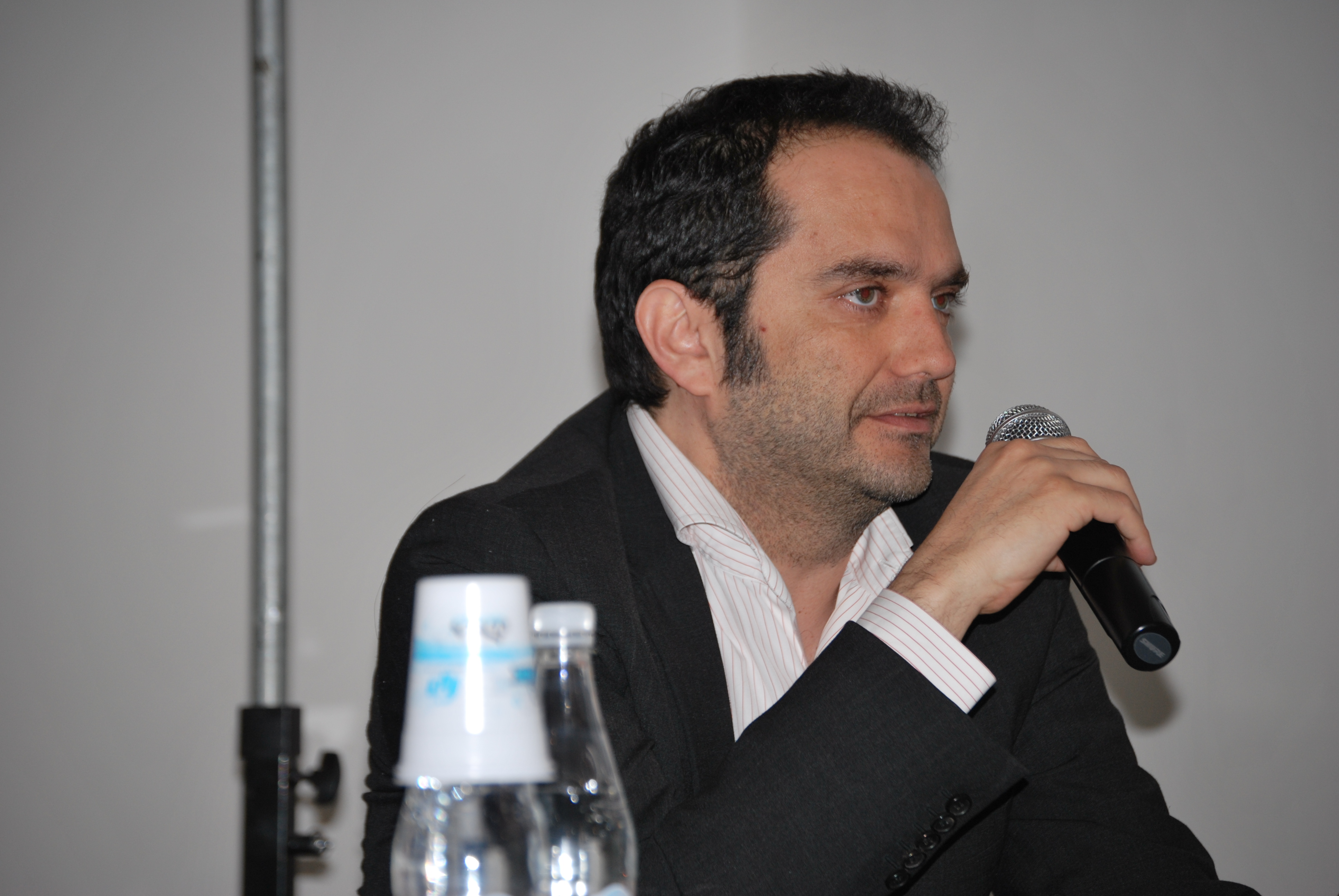
Matteo Marani, direttore del Guerin Sportivo dal 2009 al 2016; sotto la sua direzione è avvenuto il passaggio da settimanale a mensile.

Sotto la direzione di Matteo Marani, dal gennaio 2010 viene pubblicato mensilmente, dopo una lunga tradizione che lo ha visto come settimanale (in passato ha avuto anche cadenza quindicinale); questo passaggio – resosi necessario, all'inizio del III millennio, per la sopravvenuta concorrenza dei nuovi media nonché per lo sfaldamento del vecchio calendario calcistico – ha inoltre portato a un temporaneo cambiamento nel logo della testata, con l'introduzione della nuova sigla GS, per volontà dell'editore Amodei. Marani ha inoltre inaugurato il sito web della rivista, e lanciato le pubblicazioni di approfondimento GS Storie e GS Extra.
Dal settembre 2010 al mensile è stata affiancata un'appendice web, inizialmente strutturata come un blog e poi trasformatasi nel novembre 2017 in un sito a tutti gli effetti.
Dal marzo 2016, con l'inizio della direzione di Alessandro Vocalelli e lo spostamento della redazione a Roma la rivista subisce un profondo restyling affidato a Pasquale Mallozzi, che, tra le altre cose, riporta in auge, per l'occasione ristilizzato, lo storico logo della testata nonché uno sguardo agli eventi sportivi extracalcistici. La rivista conta oggi come firme autorevoli Roberto Beccantini, Italo Cucci, Stefano Chioffi, Marco Montanari, Massimo Perrone, Alberto Polverosi e "Tucidide", affiancati dagli approfondimenti storici di Carlo Felice Chiesa.

## Premi

La premiazione dell'edizione 1982 di Guerin d'oro e Trofeo Bravo, con Franco Causio, il tecnico Enzo Bearzot e Gary Shaw.

Il Guerin Sportivo ha istituito anche due premi: il Guerin d'oro, che va al miglior giocatore della Serie A (eletto calcolando la media dei voti assegnati ai calciatori dai quotidiani La Gazzetta dello Sport, Corriere dello Sport e Tuttosport e lo stesso Guerin) e il Trofeo Bravo, assegnato al miglior giovane d'Europa.
Dal 2012 partecipa inoltre alla realizzazione del premio goliardico Calciobidone, organizzato dal sito calciobidoni.it del blogger Cristian Vitali, che dal 2009 viene assegnato al peggiore straniero della Serie A.

## Sedi
- Dalla nascita (1912): a Torino;
- Dal secondo dopoguerra: a Milano;
- Dal 1974: a Bologna;
- Dal 2016: a Roma, nello stesso palazzo del Corriere dello Sport-Stadio.

## Direttori
- Giulio Corradino Corradini (dal gennaio 1912 al novembre 1936). Fondò il Guerin Sportivo insieme a Mario Nicola, Giuseppe Ambrosini, Alfredo Cocchi, Ermete Della Guardia e Nino Salvaneschi. Con i suoi 24 anni di direzione, rimane il direttore più longevo della storia della testata;
- Emilio Colombo (dal novembre 1936 al maggio 1947);
- Bruno Slawitz (dal maggio 1947 al settembre 1967);
- Gianni Brera (dal settembre 1967 al dicembre 1973);
- Franco Vanni (dal dicembre 1973 al febbraio 1975);
- Italo Cucci (dal febbraio 1975 al novembre 1982).
- Adalberto Bortolotti (dal novembre 1982 al maggio 1985);
- Italo Cucci, 2ª volta (dal maggio 1985 al novembre 1986);
- Adalberto Bortolotti, 2ª volta (dal novembre 1986 al settembre 1987);
- Marino Bartoletti (dal settembre 1987 all'agosto 1990);
- Paolo Facchinetti (dall'agosto 1990 al settembre 1991);
- Filippo Grassia (dal settembre 1991 al febbraio 1993);
- Marino Bartoletti, 2ª volta (dal febbraio 1993 al marzo 1994);

Il logo GS utilizzato dal 2010 al 2016

- Domenico Morace (dal marzo 1994 al luglio 1996);
- Paolo Facchinetti, 2ª volta (dal luglio al settembre 1996), ad interim;
- Italo Cucci, 3ª volta (dal settembre 1996 al settembre 1998);
- Giuseppe Castagnoli (dal settembre 1998 al settembre 1999);
- Ivan Zazzaroni (dal settembre 1999 al luglio 2002);
- Andrea Aloi (dal luglio 2002 al gennaio 2008);
- Matteo Marani (dal gennaio 2008 al gennaio 2016);
- Alessandro Vocalelli (dal febbraio 2016 al maggio 2018);
- Ivan Zazzaroni, 2ª volta (dal giugno 2018)

## Firme
Nel corso dei decenni, la testata emerse come un unicum in campo editoriale, invitando alla cronaca sportiva l'intellighenzia giornalistica e letteraria italiana del XX secolo. Attraverso le sue colonne, numerose sono state le firme prestigiose che scrissero per il Guerin Sportivo, si pensi a:
- Giovanni Arpino
- Luciano Bianciardi, titolare della famosa rubrica "Potevo fare il trequartista"[19];
- Stefano Benni
- Vladimiro Caminiti
- Camilla Cederna
- Oreste Del Buono
- Stefano Disegni
- Giancarlo Fusco
- Massimo Gramellini
- Rosanna Marani
- Indro Montanelli
- Gianni Mura
- Carlo Nesti
- Darwin Pastorin
- Mario Sconcerti
- Michele Serra
- Mario Soldati
- Rino Tommasi
- Giorgio Tosatti
- Sergio Zavoli